# 大阪府道118号桜井停車場線
大阪府道118号桜井停車場線（おおさかふどう118ごう さくらいていしゃじょうせん）は、大阪府箕面市を通る、かつて存在した一般府道である。

## 概要
箕面市桜井2丁目の阪急箕面線 桜井駅から国道171号交点に至る。

### 路線データ
- 起点：大阪府箕面市桜井2丁目（阪急箕面線 桜井駅）
- 終点：大阪府箕面市桜井2丁目（箕面自由学園前交差点、国道171号交点）

## 歴史
- 2021年（令和3年）7月8日 - 大阪府告示第1,023号より廃止[1]。

## 地理

### 通過していた自治体
- 大阪府
  - 箕面市

### 交差していた道路
| 交差していた道路 | 交差していた場所 | 交差していた場所            |
| ---------------- | ---------------- | --------------------------- |
| 国道171号        | 桜井2丁目        | 箕面自由学園前交差点 / 終点 |

### 交差していた鉄道
- 阪急箕面線

### 沿線
- 阪急箕面線 桜井駅
- 池田泉州銀行箕面支店（旧：池田店『●』）
- ダイエー桜井駅前店
- 箕面自由学園小学校
- 箕面自由学園中学校・高等学校